# Nissbacka, Vanda stad
För andra betydelser, se Nissbacka.
Nissbacka (finska: Nikinmäki ) är en stadsdel i Vanda stad i landskapet Nyland. 
Nissbacka ligger i östra Vanda mellan Lahtisvägen (regionalväg 140) och Sibbo kommun. Den enda grannstadsdelen i Vanda är Jokivarsi. Det finns ett daghem och en skola i Nissbacka. Stadsdelens bebyggelse är småhusbetonad. 
Nissbacka skulpturpark, med skulpturer av Laila Pullinen, ligger i Nissbacka.